# Kuroko

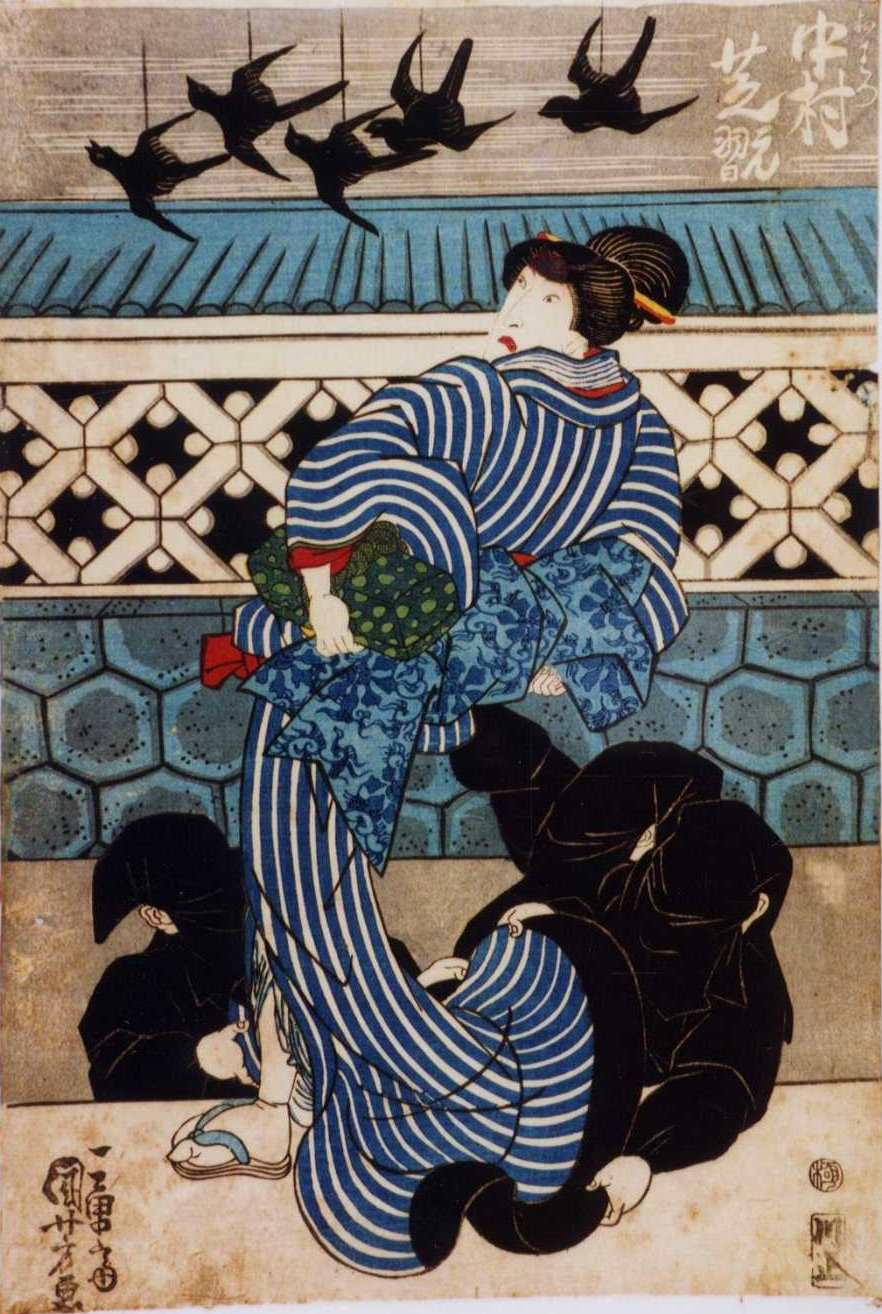
Een acteur wordt geholpen door Kuroko.

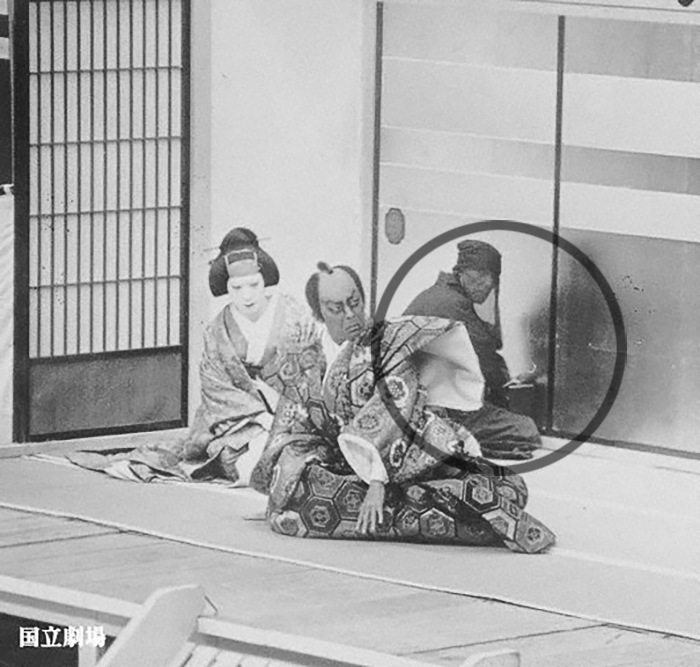
Kuroko achter de acteurs op het toneel

Kuroko (黒子, "zwart persoon"/"zwarte kleding") is een rol binnen het Japanse theater. Ze doen tijdens voorstellingen dienst als toneelknechten die tijdens het optreden onderhoudstaken verrichten. Kuroko gaan traditioneel gekleed in een geheel zwart kostuum.

## Rol
In het Kabukitheater is de voornaamste taak van de kuroko om tijdens het optreden te helpen met het wisselen van de decors, rekwisieten en kostuums van de acteurs. Ze maken doorgaans zelf geen deel uit van het verhaal dat in het theaterstuk wordt uitgebeeld, of spelen hooguit een achtergrondrol zoals dat van een dier.  Hun zwarte kostuum is een teken aan het publiek dat de kuroko geen onderdeel uitmaken van het verhaal en dus genegeerd mogen worden.
Ook in het bunraku poppentheater spelen Kuroko een rol. Hier dragen ze behalve zwarte kleding ook witte en blauwe om zo niet op te vallen tegen de achtergrond. Ze worden dan ook wel aangeduid als "Yukigo" (雪子, sneeuwpersoon) of "Namigo" (波子, golfpersoon)

## Ninja
De Kuroko hebben bijgedragen aan het hedendaagse beeld dat veel mensen hebben van de ninja, met name het kenmerkende zwarte kostuum. Voor het spelen van ninja in kabukistukken werden dezelfde kostuums gebruikt als die van de kuroko, onder andere om geld te besparen, en als verrassingseffect tegenover het publiek; ninja werden geacht bedreven te zijn in stealth, dus door de acteur die een ninja moest spelen hetzelfde kostuum te laten dragen als de kuroko zou het publiek geen aandacht aan hem schenken en hem mogelijk niet eens opmerken tot het moment dat hij moest toeslaan en, tegen de verwachtingen van het publiek in, opeens toch onderdeel van het verhaal bleek te zijn.

## Kuroko in media
- Kuroko komen voor in enkele spellen uit de  Samurai Shodown en Power Instinct-series.
- Kuroko komen veelvuldig voor in de Super Sentai-series "Ninpuu Sentai Hurricanger" (2002) en "Samurai Sentai Shinkenger" (2009).